# Gruppo delle Destre Europee
Il Gruppo delle Destre Europee (GDE) (in inglese Group of the European Right, ER) è stato un gruppo politico nazionalista di destra/estrema destra nel Parlamento europeo nato tra il 1984 e scioltosi il 1989.

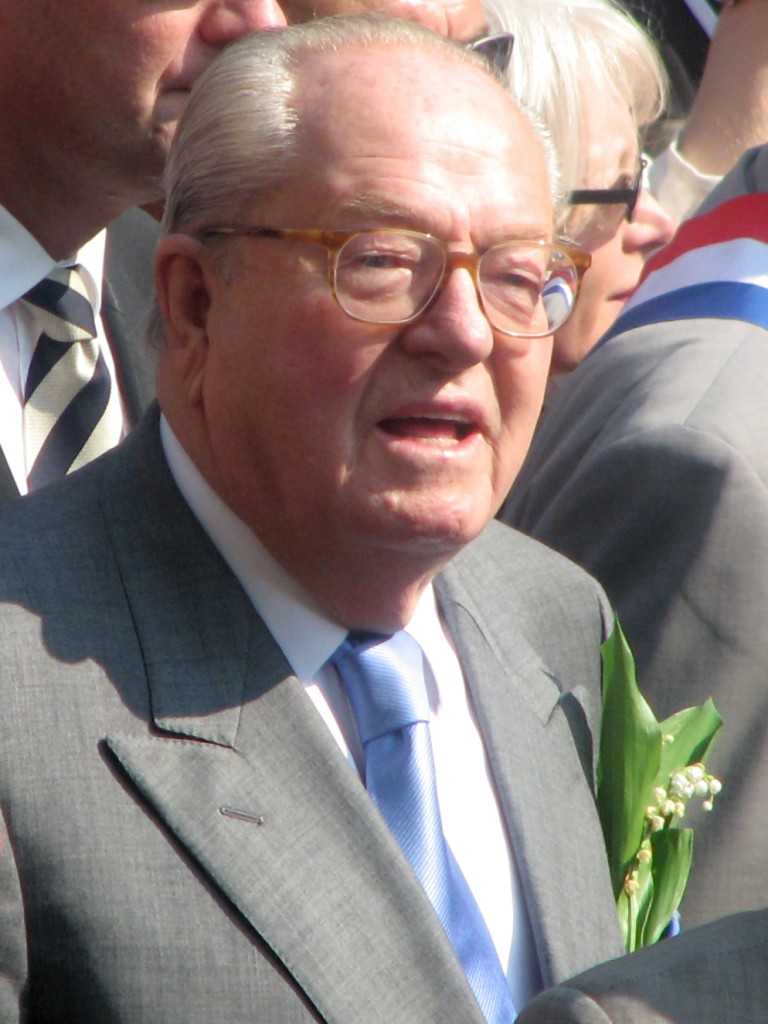
Jean-Marie Le Pen

## Storia del gruppo
In seguito alle elezioni europee del 1984 il 24 luglio 1984 nel Parlamento europeo si forma il Gruppo delle Destre Europee formato dal francese Fronte Nazionale di Jean-Marie Le Pen, l'italiano Movimento Sociale Italiano - Destra Nazionale di Giorgio Almirante e dal greco Unione Politica Nazionale. Essi formarono per la prima volta all'interno dell'europarlamento un gruppo nazionalista di estrema destra.
Dal 1985 aderì anche il Partito Unionista dell'Ulster.
Suo capogruppo era il francese Jean-Marie Le Pen, leader del Fronte Nazionale.
A seguito delle elezioni europee del 1989 il Partito Unionista decise di cambiare gruppo, il partito nazionalista greco non ottenne europarlamentari e il MSI decise di aderire al gruppo dei Non iscritti a causa del disaccordo sullo status del Sud Tirolo con I Repubblicani tedeschi, neo-aderenti al gruppo nazionalista, che collasserà, ma si ricostituirà il 25 luglio 1989 come Gruppo Tecnico delle Destre Europee.

## Composizione
| Partito                                       | Nome locale                                 | Abbr.  | Stato        | MPE | Note              |
| --------------------------------------------- | ------------------------------------------- | ------ | ------------ | --- | ----------------- |
| Fronte Nazionale                              | Front National                              | FN     | Francia      | 10  |                   |
| Movimento Sociale Italiano - Destra Nazionale | Movimento Sociale Italiano-Destra Nazionale | MSI-DN | Italia       | 5   |                   |
| Unione Politica Nazionale                     | Εθνική Πολιτική Ένωσις                      | EPEN   | Grecia       | 1   |                   |
| Partito Unionista dell'Ulster                 | Ulster Unionist Party                       | UUP    | Nord Irlanda | 1   | aderisce nel 1985 |

## Presidente
| Presidente | Presidente        | Inizio mandato | Fine mandato   | Paese (Circoscrizione) | Partito          |
| ---------- | ----------------- | -------------- | -------------- | ---------------------- | ---------------- |
|            | Jean-Marie Le Pen | 24 luglio 1984 | 24 luglio 1989 | Francia                | Fronte Nazionale |